# Canale di Verde
Canale di Verde (in corso Canale di Verde, in francese Canale-di-Verde) è un comune francese di 346 abitanti situato nel dipartimento dell'Alta Corsica nella regione della Corsica. Ha dato i natali a Petru Giovacchini.

## Società

### Evoluzione demografica
Abitanti censiti